# Oliver Shanti
Oliver Shanti (Sinh ngày 16 tháng 11 năm 1948 ở Hamburg (Đức)), Nổi tiếng với tên Oliver Serano-Alve, là một nhạc sĩ New Age. Ban nhạc của ông "Oliver Shanti & Friends" đã ghi âm và phát hành nhiều đĩa CD.
Nhạc New Age của ông mang tính chất Phật giáo và Đạo giáo. Các Album nổi tiếng như Buddha and Bonsai (1999)(Đức Phật và cây Bonsai), Tai Chi (1993) (Thái cực)...
Các Album đã phát hành:
- Tai Chi (1993) CD
- Well Balanced (1995) CD
- Tai Chi Too - Himalaya magic and spirit (1996) CD
- Buddha and Bonsai (1999) CD
- Tibetiya (1999) CD
- Circles of Life: The Best of Oliver Shanti (1997)
- Seven Times Seven
- Alhambra
- Listening to the Heart 1987
- Medicine Power
- Rainbow Way
- Incarnation
- Indiens - Sacred Spirits
- Looking from East & Era
- Meditative Music of Budo-Gala
- Minho Valley Fantasies
- Purity
- Reiki - Brightness Healing
- Walking on the Sun
- Passage to the Orient
- 10 Years Sattva Music
- 15 Years Sattva Music
- Vida Para Vida
- The Magic of Martial Arts
- Tai Chi Music - Oliver's Vocal